# Onikiej Andrejowicz Korsak Zaleski
Onikiej (Aniceta) Andrejowicz Korsak Zaleski herbu własnego (zm. w 1583 roku) – podkomorzy połocki w latach 1570-1582, dworzanin Jego Królewskiej Mości w 1563 roku, rotmistrz hospodarski w 1566 roku, dzierżawca woronocki.
Poseł na sejm 1570 roku z województwa połockiego.
Był wyznawcą prawosławia.